# دهستان چم‌کبود
دهستان چم کبود دهستانی از توابع بخش مرکزی شهرستان آبدانان در استان ایلام ایران است.

## جمعیت
براساس سرشماری سال ۱۳۸۵ جمعیت آن ۵٬۴۲۴ نفر (۱٬۱۰۸ خانوار) بوده‌است.